# بخش آرویدسیور
بخش آرویدسیور (به سوئدی: Arvidsjaurs kommun) یک ناحیه شهری در سوئد است که در شهرستان نوربوتن واقع شده‌است.